# Edwin Reischauer
Edwin Oldfather Reischauer (Tokio, 15 oktober 1910 - La Jolla, 1 september 1990) was de Amerikaanse ambassadeur in Japan van 1961 tot 1966. Zowel op academisch als op diplomatiek vlak heeft hij een grote rol gespeeld in de relatie tussen de Verenigde Staten en Japan.

## Kinderjaren en studententijd

### Missionarisgezin in Tokio
August Karl Reischauer en Helen Oldfather verbleven sinds 1905 in Tokio als presbyteriaanse missionarissen actief in het onderwijs. August Karl was professor in de filosofie aan het Meiji Gakuin college, professor in vergelijkende godsdienstwetenschappen aan Meiji Gakuin Theological Seminary en aan Nihon Shingakkô, het Japan Theological Seminary. Hij was tevens mede-oprichter van het Tokio Women's Christian College. Het gezin bestond verder uit drie kinderen: Robert Karl, Edwin Oldfather en Felicia.

### Schooljaren
Ondanks het feit dat Reischauer zijn kinderjaren bijna volledig in Japan had doorgebracht, voelde hij zich toch een echte Amerikaan. Dit was gedeeltelijk te wijten aan het één jaar durende verblijf in de Verenigde Staten in 1925 en aan zijn opleiding in de American School (eerst gelegen in Tsukiji en later verhuisd naar Shibaura). In 1927 koos Reischauer ervoor om naar Oberlin te gaan om er te studeren. Naarmate de jaren vorderden, werd het hem duidelijk dat zijn interesseveld vooral in Azië en internationale relaties lag, maar daarover viel in Oberlin weinig te leren.
Toen Reischauer moest kiezen aan welke universiteit hij wilde gaan studeren, koos hij voor de Harvard-universiteit, waar hij zich wilde specialiseren in Oost-Aziatische studies. De elementaire cursus in de Japanse taal die toen op Harvard gedoceerd werd, was van geen nut voor Reischauer aangezien hij de taal al reeds beheerste. Hij volgde daarom Chinees in de plaats, maar dit zorgde ervoor dat het eerste jaar nauwelijks leidde tot zijn vooropgestelde doel.
Tijdens zijn tweede jaar op Harvard maakte hij kennis met Serge Elisséeff (1889-1975), die als gastprofessor van de Sorbonne naar Harvard gekomen was. Elisséeff werd toen beschouwd als de grootste specialist over Japan in het Westen. De komst van Elisséeff betekende dan ook voor Reischauer dat hij eindelijk specifieke cursussen over Japan kon volgen. Het was ook Elisséeff die hem een programma voorlegde om in het buitenland te gaan studeren. Het betrof een vijfjarenplan waarbij hij de eerste twee jaren in Parijs zou verblijven en de drie resterende jaren in Japan en China. Natuurlijk greep Reischauer deze kans met beide handen.

### Terug in Japan (1935-1937)
Reischauer kwam na een afwezigheid van acht jaar aan in een Japan dat in de tussentijd erg veranderd was. Het militarisme vierde hoogtij en er was oorlog met China. Hierdoor waren de vriendschappelijke betrekkingen met de Verenigde Staten in het gedrang gekomen.
Reischauer perfectioneerde zich in de Japanse taal, maar zijn hoofdbezigheid was zijn onderzoekswerk als student aan de Keizerlijke universiteit van Tokio.
Op 5 juli 1935 trad Reischauer in het huwelijk met Adrienne Danton, die hij had leren kennen in Parijs. Ze vestigden zich eerst in Tokio en later in Kioto.

### Korea en China
In 1937 vertrokken Reischauer en zijn vrouw uit Kioto. Oorspronkelijk wilden ze naar China gaan, maar door de oorlog was dit onmogelijk. Daarom besloten ze om voorlopig naar Korea te gaan.
Eind november 1937 vertrokken de Reischauers naar Peking nadat ze een geldig paspoort om naar China te gaan, hadden verkregen. De meeste universiteiten waren er echter gesloten, maar Reischauer volgde wel een cursus Chinees. Met zijn verblijf in China was het vijfjarenplan zoals door Serge Elisséeff voorzien, voltooid en hierna keerden de echtgenoten terug naar de Verenigde Staten.

## Start academische loopbaan

### Beginnend academicus
Reischauers eerste jaar op Harvard was bijna volledig gewijd aan zijn doctoraatsthesis. Hierdoor was zijn programma als lesgever beperkt tot een minimum: hij doceerde enkel Chinees. Nadat zijn doctoraat voltooid was, werd hij tot docent benoemd voor één jaar. Tot 1940 bleef hij Chinees doceren, maar vanaf 1939 ontfermde hij zich ook, samen met Serge Elisséeff, over de lessen in de Japanse taal en de geschiedenis van Oost-Azië.

### De gevolgen van de internationale politieke situatie
Door de oorlog die aan de gang was in Oost-Azië en de oorlogsdreiging in Europa, werd het steeds waarschijnlijker dat Amerika uiteindelijk eveneens in het conflict betrokken zou raken. Dat de oorlog in 1939 uitbrak in Europa veranderde in eerste instantie niets aan Reischauers leven, totdat de marine hem in 1941 vroeg te helpen bij het opzetten van een groep vertalers binnen het leger. Reischauer ging niet in op dit voorstel omdat dit niet overeenkwam met zijn doelstelling, namelijk een oorlog met Japan voorkomen. Hij ging echter wel in op het aanbod van het State Department, het Amerikaanse ministerie van Buitenlandse Zaken.

### Standpunt Reischauer over conflict Verenigde Staten en Japan
In december 1941 viel Japan de Amerikaanse vloot in Pearl Harbor aan. Het Japanse militaristisch regime en zijn expansiepolitiek in de rest van Oost-Azië waren onder andere factoren die niet te scheiden zijn van het uitbreken van het conflict. Volgens Reischauer was het ontbreken van communicatie tussen Japan en de Verenigde Staten en de onwil van de Verenigde Staten om daar iets aan te doen een van de belangrijkste oorzaken. Reischauer was van mening dat de Verenigde Staten Japan niet belangrijk genoeg vond om te trachten zijn agressie in China en Hawaï te stoppen. Dit is achteraf een grote vergissing gebleken. Reischauer was eveneens van mening dat er een halt moest worden geroepen aan het Japans imperialisme, maar hij was tevens voorstander dat Japan als een gelijke en volwaardige natie behandeld moest worden.

## Oorlogsjaren

### Invloed van het uitbreken van de oorlog met Japan
Eens het conflict tussen de Verenigde Staten en Japan was losgebroken, groeide de interesse voor de studie van Japan enorm. Het aantal verzoeken om voordrachten te geven steeg aanzienlijk, Reischauer en Elisséeff werden door het leger aangezocht een woordenboek Japans-Engels op te stellen voor wetenschappelijke termen, en bij het begin van het tweede semester van 1942 was het lokaal te klein voor het aantal belangstellenden voor de taalcursus Japans.

### Overheidsdienst

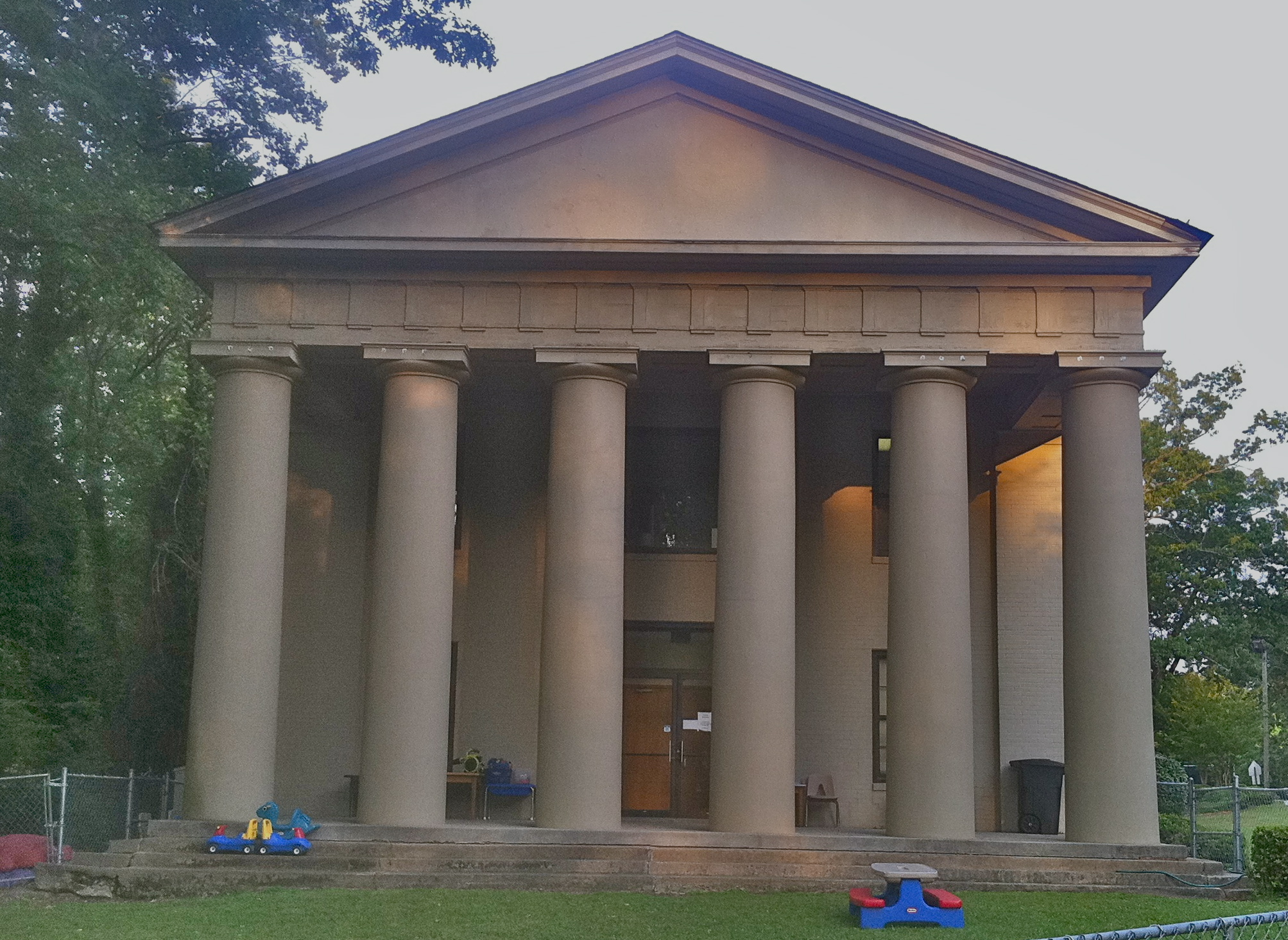
Arlington Hall

#### Arlington Hall[2]
In de zomer van 1942 werd Reischauer weer benaderd door het leger, dit maal om mensen op te leiden die zouden moeten instaan voor het decoderen van de seincodes van het Japanse leger. Reischauer zegde toe, daar het hem boeiend werk leek en omdat het van groot belang was voor de successen van het Amerikaanse leger.
Reischauer begon na geringe tijd ook regelmatig kritiek te uiten op het Amerikaanse beleid inzake de oorlog met Japan. Hij schreef enkele memoranda waarin hij bepaalde beleidsvoorstellen deed. Onder andere pleitte hij in een van die memoranda voor het respecteren van de Japanse keizer, omdat deze een belangrijke rol zou kunnen spelen na de oorlog om het Japanse volk te sensibiliseren voor samenwerking met de Verenigde Staten.

#### Majoor in de inlichtingendienst
Net toen Reischauer op het punt stond Washington te verlaten, werd hem gevraagd of hij als majoor wilde meewerken in de Special Branch van de inlichtingendienst. Reischauer vond dit zo interessant dat hij meteen toehapte.
In augustus 1943 begon zijn opdracht als majoor voor de inlichtingendienst. Zijn voornaamste taak bestond erin het contact te onderhouden tussen Special Branch en Arlington Hall om de gedecodeerde berichten zo snel mogelijk te kunnen selecteren en verwerken.
De Special Branch boekte onverhoopte successen. Het volledige Japanse codesysteem werd ontcijferd zodat alles kon worden gelezen. Uit deze berichten kon volgens Reischauer toen afgeleid worden dat een gedeelte van de Japanse regering al bereid was tot overgave, en dat de oorlog niet meer lang zou duren. Hij, en andere leden van de dienst waren dan ook diep geschokt toen ze op de hoogte werden gebracht van de atoomaanval op Hiroshima. Hoewel hij er toen van overtuigd was dat de Amerikaanse regering een vreselijke fout begaan had, schrijft hij in zijn autobiografie My Life between Japan and America dat hij achteraf wel inzag dat de eerste atoombom eventueel gerechtvaardigd kon worden, maar de tweede op Nagasaki niet.
De oorlog kwam officieel tot een einde toen Japan zich op 2 september 1945 overgaf. Hoewel de oorlog gedaan was, duurde het nog een tijdje alvorens Reischauer het leger kon verlaten. Hierdoor kon hij niet onmiddellijk ingaan op het aanbod van het ministerie van Buitenlandse Zaken om voltijds mee te werken aan de uitwerking van het naoorlogse buitenlands beleid in het Advisory Committee on Postwar Foreign Policy. Op 12 november 1945 kon hij eindelijk het leger verlaten en ingaan op het verzoek van het ministerie van Buitenlandse Zaken.
Een opdracht voor het Advisory Committee on Postwar Foreign Policy was het ontwerpen van een beleid ten opzichte van de Japanse keizer en het uitwerken van de toekomstige macht van het keizerlijke instituut. Reischauers voorstel waarin hij bepleitte dat het keizerlijk instituut behouden moest worden indien het Japanse volk dit wenste en het de democratische evolutie niet in de weg zou staan, werd aanvaard als basis voor het Amerikaanse beleid.
Reischauer was graag blijven werken voor het State Department, maar toen hij moest kiezen tussen een politieke carrière of terug naar Harvard gaan, koos hij resoluut voor een academische loopbaan om volgende reden:
"There was no doubt in my mind that I had more to offer as a scholar and teacher than as a government bureaucrat restricted by my superiors and government policy."

## Voortzetting academische carrière

### Oost-Azische studies
Vanaf zijn terugkeer wijdde Reischauer zich helemaal aan het vestigen en uitbreiden van de afdeling voor Oriëntalistiek. Hij werd eveneens benoemd tot professor in het History Department als in het Department of Far Eastern Languages. Er was echter veel veranderd in vergelijking met de periode voor de oorlog. Het aantal studenten en belangstellenden was opmerkelijk gestegen en zou blijven groeien.
Eens terug in het academische wereldje ontwikkelde Reischauer nieuwe inzichten over de moderne geschiedenis van Japan. Hij begon meer nadruk te leggen op de positieve kanten van de politieke evolutie in Japan aan het einde van de Tokugawa-periode. Doorgaans werden de mislukte pogingen tijdens de Meijiperiode om een parlementair systeem in te voeren benadrukt. Dit was een nieuwe interpretatie en voor Reischauer was dit de basis voor een optimistische houding tegenover Japan als democratisch land na de Tweede Wereldoorlog. Reischauer kreeg in die tijd veel kritiek op zijn optimistische visie, maar hij was van mening dat hij achteraf bekeken overschot van gelijk heeft gekregen.

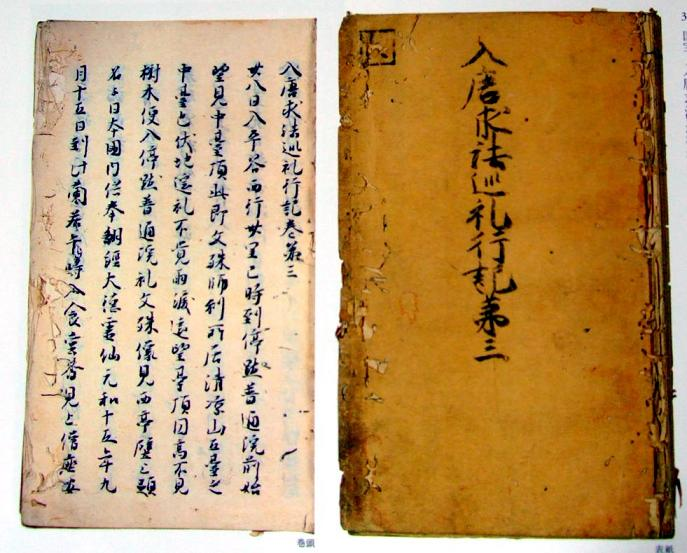
omslag en eerste pagina van 'Ennin's Diary - The Record of a Pilgrimage to China in Search of the Law'

Reischauer werkte ook verder aan zijn vertaling van het dagboek van Ennin. dat in 1955 onder de titel Ennin's Diary: The Record of a Pilgrimage to China in Search of the Law verscheen.

### Blijvend contact met de overheid
Zelfs nadat Reischauer zijn politieke loopbaan achter zich liet om zich volop te kunnen concentreren op zijn academische carrière bleef hij in contact met het politieke wereldje. Het ministerie van Buitenlandse Zaken stuurde zijn mensen naar hem voor een opleiding, en er werd hem ook vaak om advies gevraagd voor tal van aangelegenheden.

## Ambassadeur in Japan

### Kader
Japan werd na zijn nederlaag in de Tweede Wereldoorlog gedurende zeven jaar bezet door de geallieerden, maar de internationale politieke evolutie bracht de Verenigde Staten er spoedig toe Japan tot een bondgenoot te maken. De wereld werd immers verdeeld in enerzijds een kapitalistisch en anderzijds een communistisch kamp. En het gevaar dat Japan zou worden aangetrokken door het communistische kamp was realistisch.
De Verenigde Staten stelden alles in het werk om van Japan een bolwerk tegen het communisme in Azië te maken. Hoewel niet alle geallieerden zich hierin konden vinden werd er toch onderhandeld over een vredesverdrag. Deze onderhandelingen kwamen in een stroomversnelling terecht door het uitbreken van de Koreaanse Oorlog in 1950, maar in 1951 werd het vredesverdrag dat voor iedereen aanvaardbaar was ondertekend.
Dankzij dit verdrag herwon Japan zijn onafhankelijkheid en dus ook het recht op zelfverdediging. Japan moest echter wel afstand doen van zijn voormalige kolonies Formosa, Sachalin en de Koerilen en ermee instemmen dat de Riukiu- en Bonin-eilanden onder Amerikaanse voogdij bleven. Tussen de Verenigde Staten en Japan werd ook een veiligheidsverdrag afgesloten, waarbij Japan zijn defensie overliet aan de Amerikanen. Dat betekende dat de Amerikaanse troepen op Japans grondgebied bleven en op die manier zowel konden instaan voor de veiligheid van Japan als voor de algemene vrede en stabiliteit in het Verre Oosten.

### Aanstelling tot ambassadeur

#### Waarom Reischauer?
John F. Kennedy, die pas verkozen was tot president van de Verenigde Staten, wilde meer aandacht besteden aan de relaties van de Verenigde Staten met andere landen en het imago van de Amerikaanse ambassadeurs wat opvijzelen. Vele van de ambassadeurs hadden zo goed als geen kennis van het land waar ze naartoe gingen, en de taal waren ze vaak helemaal niet machtig. Kennedy wilde hierin een verandering brengen door specialisten van het land in kwestie te benoemen.
Reischauer had met deze nieuwe politiek dus veel kans om aangezocht te worden voor de functie van ambassadeur in Japan. Reischauers kennis van Japan berustte niet enkel op studie, maar vooral op ervaring en praktijk. Hij was immers geboren en opgegroeid in Japan en had er later nog gestudeerd. Ook in Japan had hij al een stevige reputatie opgebouwd van expert.

#### Een moeilijke beslissing
Reeds toen Reischauer enige tijd in Japan verbleef, kwamen hem geruchten ter ore dat hij weleens de nieuwe ambassadeur in Tokio zou kunnen worden. Hij besteedde er echter niet veel aandacht aan, maar toen hij terug was in de Verenigde Staten werd hem meegedeeld dat hij inderdaad op de lijst stond.
Chester Bowles, toen viceminister van Buitenlandse Zaken, vroeg Reischauer op de man af of hij de post van ambassadeur in Japan wilde accepteren. Reischauer vroeg om enkele dagen bedenktijd, het was immers een zware beslissing en hij wilde overleggen met zijn vrouw. Reischauer had zijn twijfels, maar hij realiseerde zich dat hij, na jarenlang kritiek uitoefenen op het gevoerde beleid, de kans kreeg er daadwerkelijk iets aan te veranderen en dat hij deze kans niet mocht laten liggen.
Binnen het kabinet van Buitenlandse Zaken was er wel wat tegenstand tegen de benoeming van Reischauer, in Japan werd zijn aanstelling echter enthousiast onthaald. Op 14 maart 1961 werd zijn benoeming officieel gemaakt.

### Ambassadeursperiode
Alvorens Reischauer zijn taken als ambassadeur kon vervullen, moest hij zijn geloofsbrieven aan de Japanse keizer overhandigen. Als eerste werk legde Reischauer contacten met Japanse politici en de belangrijkste zakenlui. Ook nam hij contact op met de Amerikanen die in Japan woonden.
Een van zijn eerste echte taken als ambassadeur was de inspectie van de Amerikaanse militaire basis in Tokio en ontmoetingen met de bevelhebbers. In de herfst van 1961 startte Reischauer met het officieel bezoeken van de zesenveertig Japanse prefecturen.
Eind juli 1963 ging Reischauer voor het eerst op vakantie naar de Verenigde Staten. Hij werkte er aan een boek en had enkele ontmoetingen met president Kennedy om te praten over een eventueel bezoek van de president aan Japan. Dat bezoek zou echter nooit plaatsvinden. 
Reischauer vreesde dat het overlijden van Kennedy een escalatie in de Amerikaans-Japanse betrekkingen tot gevolg zou hebben. Daarom benadrukte hij dat het Amerikaanse beleid in dezelfde geest zou worden voortgezet.
Op 24 maart 1964 werd Reischauer plots buiten strijd gezet door een aanslag op zijn leven. Reischauer moest worden geopereerd en door complicaties kon hij pas in juli zijn taak als ambassadeur hervatten.

### Verwezenlijkingen als ambassadeur
Het is niet vreemd dat een ambassadeur louter een spreekbuis is van de regering van het land dat hij vertegenwoordigt. Dit gold echter niet voor Reischauer. Dankzij het vertrouwen dat Washington in hem had, kon hij gedeeltelijk zelf initiatieven nemen en zijn houding tegenover een bepaalde problematiek bepalen. Deze relatieve onafhankelijkheid was van groot belang voor Reischauer.
Reischauer was van mening dat er te veel geld werd uitgegeven op militair vlak en te weinig op cultureel vlak, en besloot daarom een grotere rol toe te bedelen aan de culturele dienst van de ambassade, de "United States Information Service". Op deze manier wilde hij de misverstanden die tussen beide landen bestonden uit de weg ruimen om een beter wederzijds begrip mogelijk te maken.
Omdat hij van mening was dat het gebrek aan contact met de Japanse oppositiepartijen en vakbonden een van de oorzaken was van de misverstanden tussen Japanners en Amerikanen, maakte Reischauer er een punt van een dialoog met hen aan te gaan. Zelf vond Reischauer dat het resultaat na een paar jaar duidelijk te voelen was.

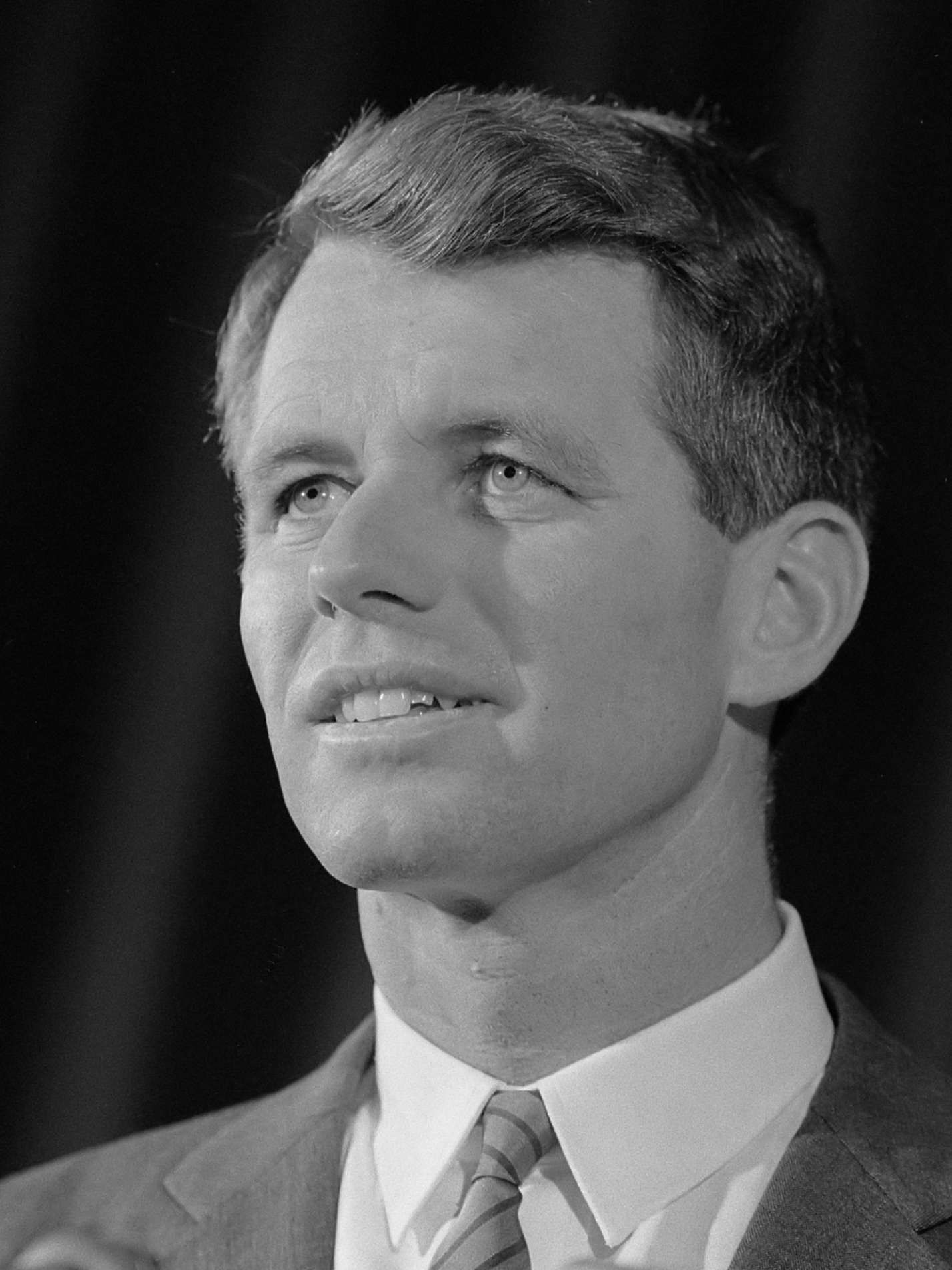
Robert Kennedy (1962)

Okinawa, het hoofdeiland van de Riukiu-eilanden, viel nog steeds onder Amerikaans gezag, sinds Japan hiermee had ingestemd bij het herwinnen van zijn onafhankelijkheid. De wrevel bij het Japanse volk begon echter te groeien dat zovele jaren na de oorlog een gedeelte van hun land nog steeds door de Amerikanen bezet werd.
Reischauer was van mening dat er geen morele noch wettelijke rechtvaardiging was om de Riukiu-eilanden af te nemen van Japan, maar hij kon als ambassadeur niet zomaar de kant van Japan kiezen. Hij sneed het probleem aan in een gesprek met Robert Kennedy, toenmalig minister van Justitie, tijdens diens bezoek aan Japan in 1962 en sprak van de noodzaak om het eiland spoedig terug te geven aan Japan. Uiteindelijk maakte Okinawa terug deel uit van het Japanse grondgebied vanaf 15 mei 1972.

### Ontslag als ambassadeur
Begin 1966 vond Reischauer dat zijn doel bereikt was en dat de tijd gekomen was om terug te keren naar de Verenigde Staten. Het feit dat hij niet helemaal op dezelfde golflengte zat met president Johnson en diens minister van Buitenlandse Zaken Rusk, speelde ook een rol in zijn beslissing. Het ontslag van Reischauer werd eerst niet aanvaard door de president die hem verzocht ambassadeur te blijven of in elk geval een post aan te nemen bij het ministerie van Buitenlandse Zaken. Hij was echter niet geïnteresseerd en zijn vertrek werd gepland voor 19 augustus 1966.

### Evaluatie van het ambassadeurschap
De auteur van een artikel in Time liep reeds in 1962 hoog op met de kwaliteiten van Reischauer als ambassadeur. Oprechtheid, luisterbereidheid en welsprekendheid werden hem onder andere toegeschreven.
De lof bleef na zijn ontslag als ambassadeur even groot, zo niet groter. Algemeen werd hem de verdienste toegekend voor de aanzienlijke verbetering in de relaties tussen de Verenigde Staten en Japan en het herstellen van de dialoog.
Reischauer zelf evalueerde de ontwikkeling van de betrekkingen tussen de twee landen tijdens zijn ambassadeurschap in een artikel voor Foreign Affairs.
Reischauer schreef dat hij in plaats van het Amerikaanse standpunt op de dringen in Japan, eerder geprobeerd had een dialoog tot stand te brengen om punten van overeenkomst te vinden en verschilpunten te begrijpen.

## Voortzetting academische loopbaan
In plaats van in te gaan op de vele aanbiedingen voor belangrijke posten in Washington, koos Reischauer ervoor zijn carrière als academicus terug op te nemen. Hij weigerde eveneens administratief werk aan te nemen dat Harvard hem aanbood, het voorzitterschap van tal van comités en het presidentschap over een aantal universiteiten.

### Universiteitsprofessor aan Harvard
Na een jaar van voorbereiding begon Reischauer opnieuw les te geven. De afdeling voor Oost-Aziatische studies was tijdens zijn afwezigheid blijven groeien, waardoor de vroegere gemoedelijkheid tot grote spijt van Reischauer verloren was gegaan.
In 1976 deed Reischauer een voorstel om voor alle studierichtingen op Harvard een vak in te bouwen over vreemde culturen. In de praktijk betekende dit een cursus over de geschiedenis, de maatschappij of de cultuur van een vreemd land. Reischauer werd samen met een andere professor aangesteld om deze cursus vorm te geven. Eens het vak deel uitmaakte van het algemene lespakket was het doel van Reischauer om alle studenten van Harvard te laten kennismaken met een totaal andere beschaving.

### Nasleep ambassadeursjaren
Reischauer gaf buiten zijn colleges aan de universiteit nog lezingen over Japan, het beleid van China, de situatie in Vietnam en de toekomst van internationale relaties.
Toen hij vanaf 1968 terug regelmatig naar Japan ging, merkte hij dat hij daar ook nog lang niet vergeten was. Vanaf het ogenblik dat het bekend raakte dat hij in het land was, kwam hij in een stroom van activiteiten terecht.
Reischauer werd door de politici in Washington soms nog om raad gevraagd in verband met problemen over Japan, China of Korea. Zo bleef hij in contact met het politieke wereldje.
Toen in 1968 de presidentverkiezingen aankwamen en president Johnson zich niet herverkiesbaar stelde, besloot Reischauer om Robert Kennedy mee aan te zetten zich kandidaat te stellen, en nam uiteindelijk zelfs deel aan diens verkiezingsprogramma. Hij was immers van mening dat Kennedy de enige was die een oplossing zou kunnen vinden voor de hele Vietnam-kwestie. Vlak voor de verkiezingen werd Robert Kennedy echter vermoord. Reischauer was hier zeer van onder de indruk en zag al zijn hoop op een vredevolle oplossing in rook opgaan.

### Moeilijkheden op Harvard
Vanaf eind jaren zeventig waren de universiteiten in de Verenigde Staten in de ban van studentenprotesten, voornamelijk tegen de oorlog in Vietnam, en ook Harvard bleef niet gespaard. Reischauer werd gevraagd zich kandidaat te stellen voor de verkiezingen van de faculteitsraad. Hoewel hij er niet veel voor voelde, durfde hij niet goed te weigeren net op het moment dat de universiteit met zoveel problemen te kampen had. Tegen zijn verwachting in werd hij verkozen en was bij gevolg lid van de faculteitsraad van 1970 tot 1972.
De jaren zeventig waren een crisisperiode voor de Amerikaanse universiteiten, en vooral de afdeling Oriëntalistiek leed hieronder. De professoren moesten zelf op zoek naar het nodige geld om de afdeling in stand te kunnen houden. Reischauer probeerde geld los te krijgen van Japanse bedrijven. Onder andere Nissan, Toyota en Keidanren kwamen met financiële steun, maar met de uitdrukkelijke voorwaarde dat het uitsluitend voor de Japanse afdeling zou worden gebruikt. Dit was de reden dat het Japan Institute, met Reischauer als directeur in het leven werd geroepen.

### Eerbetoon
Toen het einde van Reischauers carrière begon te naderen werden hem allerlei ere-raden en prijzen toegekend. In 1975 werd hij tot erelid verkozen van de Japan Academy en kreeg een prijs van de Japan Foundation.
In 1984 werd aan de Johns Hopkins University het centrum voor Oost-Aziatische studies naar Reischauer vernoemd. En op Harvard werd het Japan Institute herdoopt in The Edwin O. Reischauer Institute of Japanese Studies.

## Pensioen
In juni 1981 ging Reischauer op pensioen, nadat hij onder ruime belangstelling van de pers zijn laatste college had gegeven. Veel rust werd hem aanvankelijk echter niet gegund. In de Japanse krant Mainichi Shinbun verscheen een artikel van Yoshihisa Komori, gebaseerd op een interview met Reischauer over de defensieproblematiek van Japan en de band met de Verenigde Staten. In dat interview had Reischauer verklaard dat er reeds lange tijd Amerikaanse schepen met nucleaire wapens aan boord Japanse havens aandeden. Dit veroorzaakte heel wat opschudding in Japan, omdat het publiek niet op de hoogte was en omdat het zogezegd in strijd was met de drie non-nucleaire principes. De Japanse regering nam het Reischauer zeer kwalijk dat hij dit feit openbaar had gemaakt. Ook na deze affaire bleef de belangstelling duren.
In april 1983 moest Reischauer worden opgenomen in een ziekenhuis in Japan met een ernstige inwendige bloeding. Meestal lag hij in een coma en kon dus niet worden overgebracht naar de Verenigde Staten voor mei 1983. Daar hij langzaam herstelde moest hij bijna alle overgebleven activiteiten van na zijn pensioen opgeven. Het schrijven gaf Reischauer echter niet op, in de eerste plaats werkte hij aan zijn memoires. Zijn autobiografie My Life between Japan and America werd in 1986 gepubliceerd.
Op 1 september 1990 overleed Reischauer in een ziekenhuis in Californië, waar de Reischauers een buitenverblijf hadden en waar ze elk jaar enkele maanden doorbrachten. De oorzaak van zijn overlijden was de chronische hepatitis die hij bij een bloedtransfusie in Japan had opgelopen.